# Зафронтове бюро ЦК КП(б) України
Зафронтове бюро ЦК КП(б) України – орган, що керував діяльністю підпільних більшовицьких організацій і повстансько-партизанським рухом у тилу денікінських військ у лип.–груд. 1919. Формально створено за рішенням політбюро ЦК КП(б)У від 10 лип. 1919, однак фактично почало діяти з 30 черв. 1919, після падіння Харкова, при політвідділі 14-ї армії, який містився в Кременчуці. Зафронтбюро працювало спочатку в Києві, від 30 серп. – у містах Брянськ, Москва, Серпухов (нині місто Моск. обл., усі РФ), перебуваючи весь час на підконтрольній Червоній армії (див. Радянська армія) тер. За 5 місяців діяльності Зафронтбюро не раз змінювало свій склад. В його апараті працювало від 3 до 26 осіб. Найактивнішу участь у роботі брали В. Затонський, А. Бубнов, Ю. Коцюбинський, Ф. Кон, П. Буценко, К. Листопад, Ф. Затон, М. Савельєв, Т. Харченко. Очолював бюро секретар ЦК КП(б)У С. Косіор. У серп. 1919 був затверджений інститут особливоуповноважених при ЦК КП(б)У в Червоній армії (т. зв. агентури), які працювали під безпосереднім кер-вом бюро. Вони керували підпільною роботою в прифронтових р-нах. Бюро відправило бл. 1400 парт. та військ. працівників у 108 пунктів України. Воно забезпечувало підпільників коштами, зброєю, необхідними документами, допомагало влаштовувати явочні квартири, створювати поліграфічну базу тощо. Для переправляння за лінію фронту агітаційної літератури 15 верес. було створено транспортний від., мережу пунктів передачі літ. Було надіслано бл. 40 тис. примірників відозв, листівок, газет тощо. Бюро та керовані ним підпільні орг-ції проводили значну роботу з організації і кер-ва повстансько-партизан. рухом у денікінському тилу. Було створено РВР і Гол. штаб повстанських рад. військ Лівобережної України і пд.-сх. ч. Правобережної України, ці структури перебували в тилу ворога й працювали під кер-вом Зафронтбюро (команд. військ – Г.Колос, нач. штабу – Г.Євницький). Бюро розробляло спец. інструкції з кер-ва повстансько-партизан. рухом. Для координування бойових дій партизан. загонів і військ. частин Червоної армії при Реввійськрадах армій утворювалися представництва Зафронтбюро. 10 груд. 1919 Тимчасове бюро ЦК КП(б)У постановило припинити його діяльність. Кер-во підпільними більшовицькими орг-ціями та повстансько-партизан. рухом перейшло до секретаріату ЦК КП(б)У на чолі з С.Косіором.